# ماریا لاکنزا ازکورا
ماریا لاکنزا ازکورا (انگلیسی: María Lacunza Ezcurra؛ ۲۹ سپتامبر ۱۹۰۰ – ۴ مهٔ ۱۹۸۴) وکیل اهل اسپانیا بود.